# 弗朗索瓦·馬里·多丹
弗朗索瓦·馬里·多丹（法語：François Marie Daudin，法語發音：[fʁɑ̃swa maʁi dodɛ̃]；1776年8月29日—1803年11月30日）是一位法國動物學家。
多丹於1799年至1880年撰寫《鳥類學的完整基本論述》（Traité élémentaire et complet d'Ornithologie），該手冊為鳥類學最早的近代著作之一，將林奈的二名法與布豐對鳥類的解剖或生理描述相結合。
1800年，多丹出版《有關軟體動物、蠕蟲與植形動物新物種與少見物種之紀錄與筆記彙編》（Recueil de mémoires et de notes sur des espèces inédites ou peu connues de mollusques, de vers et de zoophytes）。
多丹在爬蟲兩棲類學的成就最為人所知，他在1802年出版《樹蛙、青蛙與蟾蜍的自然史》（Histoire naturelle des reinettes, des grenouilles et des crapauds），並於1802年至1803年間出版《爬蟲動物的自然史》（Histoire naturelle, générale et particulière des reptiles，計8冊），後者包含了對517個物種的描述，且大多數是第一次被描述。
多丹由他的妻子協助他畫插圖。雖然多丹的著作賣得並不好，但他們兩夫妻的生活並沒有陷入貧困之中。多丹的妻子於1804年初死於肺結核，多丹也在不久之後隨之而去，得年未滿30歲。